# 중앙동 (경산시)
중앙동(中央洞, Jungang-dong)은 경상북도 경산시의 행정동이다. 삼북동, 중방동 일부 등의 법정동을 관할하고 있다.

## 역사
- 1989년 1월 1일 경산시를 설치하면서 행정동 중앙동을 신설하였다.

## 법정동
- 삼북동(三北洞)
- 중방동(中方洞) 일부

## 주요 시설
- 중앙동 행정복지센터
- 대구은행 경산지점
- 경산농업협동조합
- 경산시청
- 경산시의회
- 경산시보건소
- 경산시선거관리위원회
- 농업기반공사경산시지부
- 경산교육청
- 경산새마을금고
- 경산 축산업협동조합
- 농협중앙회 경산시지부
- 경산 중앙신용협동조합
- 한국전력공사 경산지점
- 대한지적공사 경산시출장소